# Justin Olsen
Justin Bradley Olsen (ur. 16 kwietnia 1987 w Lubbock) – amerykański bobsleista. Złoty medalista olimpijski i pięciokrotny medalista mistrzostw świata.
Bobsleistą został w 2007. Startuje w bobie Stevena Holcomba, w 2009 zdobywając złoto mistrzostw świata w czwórkach. W następnym roku osada w identycznym składzie (Holcomb, Olsen, Steve Mesler i Curtis Tomasevicz) sięgnęła po złoty medal olimpijski.